# Die Menschheit schafft sich ab – Die Erde im Griff des Anthropozän
Die Menschheit schafft sich ab – Die Erde im Griff des Anthropozän ist ein Sachbuch von Harald Lesch und Klaus Kamphausen aus dem Jahr 2016. Das Buch schildert den Umgang der Menschen mit der Erde in der Vergangenheit und Gegenwart und bietet einen Ausblick auf die Zukunft. Die Autoren beschreiben, dass der Mensch im Laufe der Menschheitsgeschichte immer stärker in die Umwelt eingriff und wie heute Raubbau am Planeten betrieben wird. Das Buch zeigt auf, dass eine Umkehr zu einer nachhaltigeren Lebensweise notwendig ist.

## Inhalt
Im Buch geben Harald Lesch und Klaus Kamphausen zunächst einen Überblick von der Entstehung des Universums über die Menschheitsgeschichte bis zur heutigen Zeit und liefern dann einen Überblick über die Bedrohung des Planeten Erde durch menschlichen Einfluss.
Das Buch beginnt mit der Frage, wie alles anfing, und fragt dann, ab wann die Menschheit die Umwelt beeinflusst hat und das Anthropozän begann, d.h., das Zeitalter, in dem der Mensch zu einem der wichtigsten Einflussfaktoren auf die biologischen, geologischen und atmosphärischen Prozesse auf der Erde geworden ist. Lesch und Kamphausen vertreten die These, dass das Anthropozän nicht erst mit der industriellen Revolution begann, sondern schon mit der Geburt der abendländischen Kultur vor rund 2000 Jahren.
Nach dieser Eingangsfrage zeichnen Lesch und Kamphausen die Entstehung des Universums und die Entwicklung der Menschheit nach: Zunächst gehen sie auf den Urknall und die Entstehung unseres Sonnensystems und unserer Erde ein, gefolgt von einer Beschreibung der Theorien über die Entstehung ersten Lebens auf der Erde. Mit der Entstehung der Photosynthese und dem erhöhten Sauerstoffgehalt in der Atmosphäre änderten sich die Lebensbedingungen auf der Erde, und neue, komplexere Lebewesen wie die Eukaryoten gewannen die Oberhand.
Lesch und Kamphausen schildern dann, wie Lebewesen das Meer verließen und das Land eroberten. Sie thematisieren ferner die Frage, warum vor 250 Millionen Jahren die Saurier plötzlich ausstarben, und stellen einige Theorien dazu vor. Ein kurzer Einschub listet die großen Massenaussterben in der Erdgeschichte, wobei Lesch und Kamphausen darauf hinweisen, dass die gegenwärtige Aussterbewelle von Tieren und Pflanzen dramatisch sei und menschengemacht. Es folgt eine Beschreibung, wie sich die ersten Menschen entwickelten und wie sich der Homo Sapiens über die Erde ausbreitete.
Die Autoren thematisieren weiter die wichtigen Punkte in der Entwicklung der Menschheit: der Übergang von der Jäger- und Sammlerkultur zur Landwirtschaft (neolithische Revolution), die Erfindung des Rades und schließlich die ersten Fragen nach den Naturgesetzen im Rahmen der griechischen Naturphilosophie. Lesch und Kamphausen weisen darauf hin, dass schon in der Antike die Menschen die natürlichen Ressourcen überbeanspruchten, so sind im Mittelmeerraum durch die Ausbeutung der Natur durch die Griechen und Römer große Gebiete entwaldet worden.
Der nächste große Schritt der Menschheitsgeschichte, die Lesch und Kamphausen diskutieren, ist die Entdeckung Amerikas 1492 durch die Europäer sowie der Columbian Exchange, der Austausch von Tier- und Pflanzenarten zwischen den Kontinenten. Die Entdeckung und Eroberung Amerikas und weiterer Länder und Kontinente bis ins 17. Jahrhundert markieren den Beginn der Globalisierung, so Lesch und Kamphausen.
Ab dem 18. Jahrhundert entstanden ferner die heutigen modernen Naturwissenschaften wie Chemie oder Physik. Technik und Ökonomie entwickelten sich. Auf die technische Entwicklung folgte die Industrialisierung. Weitere Entdeckungen und Erfindungen bis ins 20. Jahrhundert führen zur Entwicklung der Atombombe und zur Digitalisierung.
Nach der Darstellung der Menschheitsgeschichte bis zur heutigen Zeit ziehen Lesch und Kamphausen Bilanz, wie sich die Anwesenheit der Menschheit auf das Ökosystem der Erde auswirkt. Sie weisen auf die vielfältige Ausbeutung der natürlichen Ressourcen der Erde hin und dass die Menschheit dabei ist, ihre Umwelt unwiederbringlich zu zerstören. Thematisiert werden unter anderem das ansteigende Bevölkerungswachstum auf der Erde, Ressourcenverbrauch von z. B. Holz sowie der Flächenverbrauch für Acker-, Weide- und Bauland. Dramatisch in diesem Zusammenhang sind der Biodiversitätsverlust, die Entwicklung des Stickstoffkreislaufs und der Klimawandel. Die Erde, so Lesch und Kamphausen, habe ihre ökologische Belastungsgrenze in vielen Bereichen bald erreicht oder überschritten.
Lesch und Kamphausen geben in der zweiten Hälfte des Buches einen Überblick darüber, wo aktuell das Ökosystem gefährdet ist und wie der Mensch die Umwelt zerstört. Zu den Themen, die diskutiert werden, zählen der Einsatz von Pestiziden in der Landwirtschaft, die Bedrohung der Meere, unter anderem durch Verschmutzung und Überfischung, zu hoher Trinkwasserverbrauch, schwindende Reserven von Rohstoffen wie Erdöl oder Sand, die Belastung der Umwelt durch Plastikabfälle sowie die Zerstörung von Landschaften durch den Abbau von Rohstoffen wie z. B. Kohle, Gold oder Uran. Auch die Ursachen und Auswirkungen des Klimawandels werden ausführlich dargestellt.
Zum Abschluss kommen verschiedene Experten im Interview zu Wort, die mögliche Auswege aus der Situation aufzeigen. Dazu zählen unter anderem Markus Vogt, Professor für christliche Sozialethik, der im Interview zu einer möglichen Ethik des Anthropozän und der Bewahrung der Schöpfung befragt wird. Lesch und Kamphausen skizzieren ferner die Entwicklung der Umwelt- und der Friedensbewegung sowie der ersten Gesetze zum Umweltschutz. Unter der Überschrift „Akteure des Handelns“ werden die Umwelt- und Entwicklungsorganisationen Brot für die Welt, Germanwatch, Greenpeace und WWF vorgestellt. Im abschließenden Kapitel, Die Unbelehrbarkeit des Menschen, stellt der Wissenschaftshistoriker Ernst Peter Fischer die Frage, ob die Menschheit es schaffen kann, aus ihren Fehlern zu lernen, und nennt unter anderem ein notwendiges Bildungsprogramm zur Nachhaltigkeit.

## Öffentlichkeitsarbeit, Lesungen und Vorträge
Am 24. November 2016 stellte Lesch das Buch im Umweltmagazin 'Global' auf SWRinfo vor. Nach dem Erscheinen des Buches hielt Lesch Lesungen. 2018 hielt Lesch einen 45 Minuten-Vortrag am Deutsch-Amerikanischen Institut Heidelberg, der auch in der SWR Tele-Akademie gesendet wurde.

## Rezeption
Julia Schulz von Spektrum der Wissenschaft schreibt: „Das Buch macht einmal mehr die Anfälligkeit der Biosphäre bewusst – und wie wichtig es ist, nach ethischen Grundsätzen zu handeln, wenn wir und unsere Umwelt eine Zukunft haben wollen.“
Johanna Stadler meint auf br.de zum Buch: „Trotz des harten Themas ist das Buch ein Lesevergnügen. Es ist aufgeteilt in handliche Artikel und garniert mit Schautafeln, aufgelockert durch Interviews mit interessanten Menschen.“